# Triarii

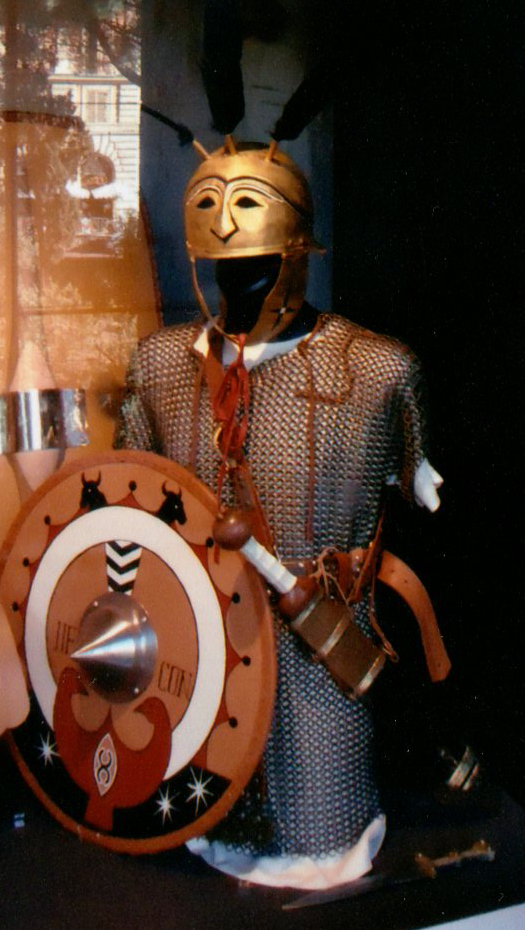
Armura unui Triarius

Triarii au fost un element al armatei romane timpurii din perioada Republici Romane (509 î.Hr. - 107 î.Hr.). Ei au fost cei mai înstăriți și printre cei mai bogați oameni din legiune, și-și puteau permite echipament de calitate înaltă. Ei purtau armuri grele din metal și scuturi mari, poziția lor obișnuită fiind a treia (ultima) în linia de luptă.
În timpul "erei Camilleane", triarii au luptat într-o formațiune de falangă superficială, fiind susținuți de trupele aruncătoare. În majoritatea bătăliilor triarii nu au fost folosiți, deoarece trupele ușoare, de obicei, învingeau inamicul înainte ca aceștia să intre în bătălie. Ei au fost meniți să fie folosiți ca o forță decisivă în timpul luptei, stimulând astfel un vechi proverb roman: "Mergând la TRIARI" (res ad triarios venit), ceea ce însemna lupta până la capăt.